# Ingratitudine
L'ingratitudine è un sentimento umano correlato alle strategie cognitive che un soggetto (il beneficato) si trova a elaborare per fronteggiare le conseguenze psicologiche di un "debito di riconoscenza" che, in base alle norme sociali, gli deriva da un beneficio ricevuto da un altro individuo (il benefattore).

## Manifestazioni
L'ingratitudine si realizza in diverse forme e si presenta in varie gradazioni di intensità emotiva. In una forma più lieve, la reazione dell'ingrato è caratterizzata dall'assenza di sentimenti di gratitudine nei confronti del proprio benefattore, o dalla loro mancata espressione. Nelle forme più intense ed estreme, invece, l'ingratitudine può spingere il beneficato a nutrire sentimenti negativi nei confronti del benefattore: ostilità, rancore e risentimento, se non addirittura odio.
Nelle forme più flebili, il sentimento di ingratitudine, covato nell'interiorità di chi lo sperimenta, può convivere con la dissonanza cognitiva che scaturisce dalla consapevolezza dell'ingiustizia e della grettezza associate al proprio atteggiamento o ai propri sentimenti negativi e ostili. In altri casi, invece, il beneficato non possiede nemmeno la capacità, la forza d'animo, o l'onestà intellettuale ed etica per raggiungere tale consapevolezza. In tal caso, il beneficato non è in grado di percepire, in modo spontaneo, di aver ricevuto un beneficio e questa sua incapacità può tradursi in varie forme: può esservi un affievolimento del valore associato al beneficio ricevuto ma l'atteggiamento irriconoscente può spingersi fino a forme di neutralizzazione: rimozione e dimenticanza dell'evento, o negazione dell'esistenza di un beneficio ricevuto, a volte con l'esito di trasformare il benefattore in una persona da dimenticare o, addirittura, da stigmatizzare, punire, screditare, calunniare.